# ライアン・アダムス
ライアン・アダムス（Ryan Adams、1974年11月5日 - ）は、アメリカ合衆国ノースカロライナ州出身の男性シンガーソングライター。

## 来歴
ソロになる前は、ウィスキータウンというバンドのフロントマンであった。2000年にウィスキータウンを脱退、ソロ・アルバム『ハートブレイカー』をリリース。2005年、カーディナルズをバックバンドに『コールド・ローゼズ』、『ジャクソンビル・シティ・ナイツ』の2枚のアルバムをリリース。同じくソロ・アルバムとして『29』もリリース。2005年、フジロックフェスティバルで初来日。フィールド・オブ・ヘブンの2日目トリとしての出演だったが、降り止まない豪雨や照明への苛立ちなどから、2時間予定されていたライブの後半1時間は、ギターでノイズを奏でるなど、賛否両論となった。
2009年、マンディ・ムーアと結婚。2015年1月、約6年間の結婚生活に終止符を打ち、離婚を発表した。
2017年、同年3月に発売された2000年代前半のNYロック・シーンに関わった重要人物たちの証言をもとに書かれた、音楽ジャーナリスによる書籍『Meet Me in the Bathroom』の中に、ザ・ストロークスが、当時友人だったライアン・アダムスの悪影響を懸念し、彼をバンドに近づかせないようにミーティングを行ったと記してある。特にフロントマンのジュリアン・カサブランカスは、ライアンの存在が、アルバート・ハモンド・Jr.のドラッグ中毒に拍車をかけていた、と感じていたようだ。そして、この本を読んだ思われるライアンが、7月31日に突如として自身のTwitterにザ・ストロークスのメンバーを批判する投稿を行った。まずは、ジュリアンを標的にし、彼の体形に関して「ジュリアン・カサブランカス：君をラザニア中毒にしたのは一体誰だ?」とツイートし、アルバートに関しては「アバート・ハモンドは、父親よりひどいソングライターだ。もしそんなことが可能であればの話だけど」と名前をミススペルし、リアム・ギャラガーの投稿を真似て「As you were RA x」と締めくくっている。なお、ツイートは現在すべて削除されている。
2019年元妻マンディ・ムーア他、女性ら複数人によりライアンから性的被害を受けたと声明が出され、発売予定のアルバム『Big Colours』が発売延期。先行配信されていた「Fuck the Rain」 (ジョン・メイヤー参加)も視聴不可に。アルバムは延期を経て、2021年に発売。

## 人物
名前が1文字違いのためブライアン・アダムスと間違えられる。なお、誕生日が同一である（生年は異なる）。2002年10月、米国・ナッシュビルで行われたコンサート中、ブライアン・アダムスの「Summer Of 69」をリクエストした客を追い出した。しかし2015年4月28日、ナッシュビルのThe Ryman公演にて「Summer Of 69」を披露した。なお、2014年10月のサンタバーバラ公演でもブライアン・アダムス「Run to You」を演奏している。

## ディスコグラフィ

### スタジオ・アルバム
- 『ハートブレイカー』 - Heartbreaker (2000年)
- 『ゴールド』 - Gold (2001年)
- 『デモリション』 - Demolition (2002年)
- 『ロックンロール』 - Rock N Roll (2003年)
- 『ラヴ・イズ・ヘル』 - Love Is Hell (2004年)
- 『コールド・ローゼズ』 - Cold Roses (2005年)
- 『ジャクソンビル・シティ・ナイツ』 - Jacksonville City Nights (2005年)
- 『29』 - 29 (2005年)
- 『イージー・タイガー』 - Easy Tiger (2007年)
- 『カーディノロジー』 - Cardinology (2008年)
- Orion (2010年)
- III/IV (2010年)
- 『アッシズ&ファイア』 - Ashes & Fire (2011年)
- 『ライアン・アダムス』 - Ryan Adams (2014年)
- 『1989』 - 1989 (2015年)
- 『プリズナー』 - Prisoner (2017年）
- 『ウェンズデイズ』 - Wednesdays (2020年)
- 『ビッグ・カラーズ』 - Big Colors (2021年)
- Chris (2022年)
- Romeo & Juliet (2022年)
- FM (2022年)
- Devolver (2022年)
- Nebraska (2022年)
- Blood on the Tracks (2022年)
- Morning Glory (2023年)
- 1985 (2024年)
- Heatwave (2024年)
- Star Sign (2024年)
- Sword & Stone (2024年)

## 日本公演
- 2005年7月30日・フジロックフェスティバル（2日目）
- 2015年7月26日・フジロックフェスティバル（3日目）
- 2016年12月9日・新木場スタジオコースト（初単独来日）